# Brian Reynolds (designer de jocuri video)
Brian Reynolds (n. 12 octombrie 1967, Huntsville, Alabama, SUA) este un renumit designer și programator de jocuri video, cunoscut în special pentru contribuțiile sale semnificative în dezvoltarea unor jocuri de strategie de succes. Născut la 3 noiembrie 1967, Reynolds a devenit o figură proeminentă în industria jocurilor video datorită lucrării sale la titluri iconice precum Sid Meier's Civilization II, Sid Meier's Alpha Centauri, și Rise of Nations.

## Educație și începuturile carierei
Brian Reynolds a studiat filosofia la Universitatea de Stat din New York, Buffalo, unde a obținut o diplomă de licență. După absolvire, pasiunea sa pentru jocuri și programare l-a determinat să se alăture industriei de jocuri video.

## Cariera profesională

### MicroProse
Reynolds și-a început cariera profesională la MicroProse, unde a colaborat cu Sid Meier și a jucat un rol esențial în dezvoltarea unor jocuri de strategie influente. A lucrat ca designer și programator la Sid Meier's Civilization II, lansat în 1996. Jocul a fost un succes comercial și critic, lăudat pentru îmbunătățirile aduse față de predecesorul său și pentru complexitatea sa strategică.

### Firaxis Games
După succesul cu Civilization II, Reynolds a co-fondat Firaxis Games împreună cu Sid Meier și Jeff Briggs în 1996. La Firaxis, Reynolds a fost designerul principal al Sid Meier's Alpha Centauri, un joc de strategie 4X lansat în 1999. Alpha Centauri a fost aclamat pentru povestea sa profundă, mecanicile de joc inovatoare și temele sale științifico-fantastice. Jocul a primit numeroase premii și este considerat un clasic al genului.

### Big Huge Games
În 2000, Reynolds a părăsit Firaxis pentru a fonda propria sa companie, Big Huge Games, alături de Tim Train, David Inscore și Jason Coleman. Primul lor joc, Rise of Nations, a fost lansat în 2003 și a combinat elemente de strategie în timp real cu mecanici de joc de tip 4X. Jocul a fost bine primit și a câștigat mai multe premii, consolidând reputația lui Reynolds ca unul dintre cei mai importanți designeri de jocuri de strategie.
În 2009, Big Huge Games a fost achiziționată de 38 Studios, compania fondată de fostul jucător de baseball Curt Schilling. Reynolds a continuat să lucreze la dezvoltarea jocurilor sub noua conducere, contribuind la dezvoltarea RPG-ului de acțiune Kingdoms of Amalur: Reckoning, lansat în 2012.

### Zynga
După închiderea 38 Studios, Reynolds s-a alăturat Zynga în 2012 ca șef al departamentului de design. La Zynga, Reynolds a contribuit la dezvoltarea unor jocuri sociale și de mobil, încercând să aducă expertiza sa în designul jocurilor de strategie în noul context al jocurilor casual și de rețea socială.

## Contribuții și impact
Brian Reynolds este cunoscut pentru capacitatea sa de a combina mecanici de joc complexe cu o accesibilitate care atrage atât jucătorii hardcore, cât și pe cei casual. Jocurile sale sunt apreciate pentru profunzimea strategică, povestea captivantă și inovațiile în designul de jocuri. 

### Recunoaștere
Pe parcursul carierei sale, Reynolds a primit numeroase premii și distincții pentru munca sa în industria jocurilor video. A fost recunoscut ca unul dintre cei mai influenți designeri de jocuri și a fost invitat frecvent să vorbească la conferințe și evenimente de gaming, împărtășindu-și experiența și cunoștințele cu noile generații de dezvoltatori de jocuri.

## Jocuri notabile
- Sid Meier's Civilization II (1996): Joc de strategie turn-based care a adus numeroase îmbunătățiri față de original, stabilind noi standarde în gen.
- Sid Meier's Alpha Centauri (1999): Joc de strategie 4X cu teme științifico-fantastice și mecanici de joc inovatoare.
- Rise of Nations (2003): Joc de strategie în timp real care combină elemente de 4X cu mecanici RTS, apreciat pentru complexitatea sa și inovațiile aduse genului.
- Kingdoms of Amalur: Reckoning (2012): RPG de acțiune dezvoltat în colaborare cu 38 Studios, apreciat pentru sistemul său de luptă și lumea vastă.

## Influență și moștenire
Brian Reynolds a avut o influență profundă asupra genului de strategie în jocurile video. Inovațiile și contribuțiile sale au ajutat la definirea și evoluția acestui gen, iar jocurile create de el continuă să fie apreciate și studiate de dezvoltatori și jucători deopotrivă. De asemenea, prin munca sa la Zynga, Reynolds a demonstrat versatilitatea sa, adaptându-se la noile tendințe și tehnologii din industria jocurilor.
El este un pionier al designului de jocuri video, cu o carieră impresionantă care a influențat profund industria jocurilor de strategie. De la Civilization II și Alpha Centauri la Rise of Nations, contribuțiile sale au fost recunoscute și apreciate la nivel mondial. În prezent, Reynolds continuă să inspire și să inoveze, aducând pasiunea și expertiza sa în proiecte noi și interesante.

## Legături externe
- en Brian Reynolds profile la MobyGames